# اچ ام وای ویکتوریا و آلبرت
اچ ام وای ویکتوریا و آلبرت (به انگلیسی: HMY Victoria and Albert) یک کشتی بود.